# جون ياماموتو
جون ياماموتو (باليابانية: 山本淳) (و. 1982 – م) هو لاعب كرة قاعدة، من اليابان، ولد في إبينا، كاناغاوا.

## روابط خارجية
- جون ياماموتو على موقع الدوري الياباني لكرة القاعدة (الإنجليزية)
- جون ياماموتو على موقعبيزبول رفرنس.كوم (الدوري الثانوي) (الإنجليزية)